# El guardaespatlles
El guardaespatlles (títol original en anglès The Bodyguard) és una pel·lícula estatunidenca de 1992 dirigida per Mick Jackson.

## Argument[2]
El guardaespatlles Frank Farmer (Kevin Costner) és contractat pels col·laboradors de la famosa cantant Rachel Marron (Whitney Houston). Rachel està rebent amenaces anònimes i està espantada. Frank organitza tots els aspectes de seguretat a la seva mansió i l'acompanya a tots els llocs. Entre ells sorgeixen sentiments, però sembla existir una barrera entre ells. Quan succeeix un incident durant una de les actuacions de Rachel, Frank decideix porta-la amb la seva germana, el fill i el xofer de l'artista, a una cabanya de Farmer senior a un lloc apartat. Una vegada a Miami, Frank reconeix a un antic company del qual comença a sospitar.

## Repartiment
| Personatge               | Actor            | Doblatge al català  |
| ------------------------ | ---------------- | ------------------- |
| Frank Farmer             | Kevin Costner    | Jordi Brau          |
| Rachel Marron            | Whitney Houston  | Mercè Montalà       |
| Greg Portman             | Tomas Arana      | Joan Carles Gustems |
| Bill Devaney             | Bill Cobbs       | Joan Crosas         |
| Sy Spector               | Gary Kemp        | Santi Lorenz        |
| Herb Farmer              | Ralph Waite      | Joan Borràs         |
| Tony Scipelli            | Mike Starr(I)    | Ramon Canals        |
| Henry                    | Christopher Birt | Oriol Rafel         |
| Fletcher 'Fletch' Marron | Devaughn Nixon   | Núria Trifol        |
| Ray Court                | Gerry Bamman     | Ramon Puig          |
| Minella                  | Joe Urla         | Xavier Fernández    |
| Luis Gomez               | Joseph C. Hess   | Ignasi Abadal       |
| Louise                   | Rosie Lee Hooks  | Mercè Segarra       |

## Premis[5]
La pel·lícula va rebre dues nominacions a l'Oscar millor banda sonora i millor cançó original (I Have Nothing i Run to You).